# Eufemia di Napoli
"Eufemia di Napoli" è un melodramma in quattro atti scritto dal compositore d'opera Vincenzo Moscuzza, librettista Cesare della Valle, e rappresentato al teatro San Carlo di Napoli il 6 dicembre del 1851 nell'interpretazione di Luigia Bendazzi.